# Tâb
Tâb es el nombre egipcio de un juego de mesa de lucha y carrera que se juega en varios países musulmanes (en su mayoría árabes), y una familia de juegos de mesa similares que se juegan en África del Norte (como sîg) y Asia Occidental, desde Irán hasta África Occidental y desde Turquía hasta Somalia, donde se reproduce una variante llamada deleb. Las reglas y los tableros pueden variar ampliamente en la región, aunque casi todos consisten en tableros con tres o cuatro filas. Una referencia a "at-tâb wa-d-dukk" (probablemente un juego similar) aparece en un poema de 1310 EC.

## Jugabilidad
El juego que se describe aquí fue grabado por Edward William Lane en Egipto en la década de 1820.
El tâb egipcio es jugado por dos jugadores en un tablero, a menudo delineado en el suelo. El tablero tiene cuatro cuadrados de ancho y generalmente un número impar de cuadrados de largo, generalmente de 7 a 15, pero en el pasado llegaban hasta 29 cuadrados. Luego, se numera las cuatro filas 1, 2, 3 y 4. Desde el inicio un jugador tiene una pieza (nominalmente) blanca en cada campo de la fila 1, y la otra una pieza (nominalmente) negra en cada campo de la fila 4. Las piezas pueden sean de piedra o de barro cocido. En Egipto, las piezas se conocen como kelb, que significa perro.
Como en el juego Senet del Antiguo Egipto y el juego coreano Iut, cuatro palos de una sección transversal aproximadamente semicircular se utilizan como dados. Los lados planos son (nominalmente) blancos y los lados redondeados son (nominalmente) negros. El valor de un lanzamiento depende del número de lados en blanco y negro que se muestren, como se indica en la siguiente tabla.
| Blanco arriba | 0      | 1   | 2      | 3       | 4       |
| Moverse       | 6      | 1   | 2      | 3       | 4       |
| Tiro Extra    | Sí     | Sí  | No     | No      | Sí      |
| Nombre        | Sitteh | Tâb | Itneyn | Teláteh | Arba'ah |
| Prob. aprox.  | 6%     | 25% | 38%    | 25%     | 6%      |

Para cada pieza, el primer movimiento debe ser un tab, que convierte la pieza de cristiana a musulmana además de moverla un campo por delante. Por lo general, todos los tâbs iniciales se utilizan para convertir piezas, y solo más tarde se utilizan para otros fines.

Tablero Tâb, que muestra los caminos para un jugador. Azul = ruta estándar; Naranja = ruta disponible bajo ciertas restricciones; Punteado = elección de caminos.

Las piezas se mueven como se muestra en el diagrama, aquí mostrado para "Blancas" comenzando en su fila inicial A-I. El otro jugador ("Negro" comenzando en la fila inicial a-i) se mueve de la misma manera, lo que significa que las piezas blancas y negras se mueven en la misma dirección a través de cada una de las filas. Cuando una pieza blanca llega a la casilla s, las blancas pueden optar por enviar la pieza a a o de regreso a K. Sin embargo, una pieza determinada sólo puede ir a la línea de inicio de su oponente (para las blancas, a-i) una vez; la próxima vez debe volver a K, luego simplemente circulando a través de las 2 filas del medio. Una vez en la fila de inicio de su oponente, una pieza no puede moverse más mientras queden piezas en su propia fila de inicio. Ninguna pieza regresa jamás a su propia fila de origen.
Una pieza que se mueve a una casilla ocupada por una o más piezas enemigas sacará esas piezas del tablero. Una pieza que se mueve a una casilla ocupada por una o más piezas amigas se coloca encima de ellas, y luego se mueven como una sola pieza. Si dicha pila se mueve a una fila donde una de las piezas ha estado antes, la pila se reduce a una sola pieza, las otras piezas se quitan del tablero. Sin embargo, no se requiere que el jugador utilice un lanzamiento que conduzca a tal movimiento. Se puede usar un tâb throw para dividir una pila de modo que las piezas se muevan individualmente nuevamente.
El juego continúa hasta que un jugador ha perdido todas las piezas, por lo que el otro jugador gana.
Una posición de juego no viene dada solo por la posición de todas las piezas, sino también por su prehistoria, lo que complica sustancialmente el juego.